# Estación Sarah
Sarah es una estación ferroviaria ubicada en la localidad de Sarah, en el Departamento Chapaleufú, Provincia de La Pampa, Argentina.

## Ubicación
La estación se encuentra ubicada a 85 km al norte de la ciudad de General Pico. provincia de la pampa

## Servicios
No presta servicios de pasajeros.
Sus vías están concesionadas a la empresa de cargas Ferroexpreso Pampeano